# Welcome to the Jungle: A Rock Tribute to Guns N' Roses
Welcome to the Jungle: A Rock Tribute to Guns N' Roses è un album tributo dedicato ai Guns N' Roses realizzato nel 2002 per l'etichetta Zebra Records.

## Tracce
1. You're Crazy
2. It's So Easy
3. Welcome to the Jungle
4. My Michelle
5. Sweet Child O' Mine
6. Paradise City
7. Mr. Brownstone
8. You Could Be Mine
9. Used to Love Her
10. Don't Cry
11. Patience
12. Civil War

## Formazione
- Tracii Guns (L.A. Guns) - chitarra
- Gilby Clarke (Kill for Thrills, Guns N' Roses) - chitarra
- Kyle Kyle (Bang Tango) - basso
- Randy Castillo (Lita Ford, Ozzy Osbourne) - batteria
- Stevie Rachelle (Tuff) - voce nella traccia 1
- Fred Coury (London, Cinderella) - voce nella traccia 2
- Kevin Dubrow (Quiet Riot) - voce nella traccia 3
- Phil Lewis (L.A. Guns) - voce nella traccia 4
- Jizzy Pearl (Love/Hate, Ratt) - voce nella traccia 5
- Kory Clarke (Warrior Soul) - voce nella traccia 6
- Joe Leste (Bang Tango, Beautiful Creatures) - voce nella traccia 7
- Mitch Malloy (Van Halen) - voce nella traccia 8
- John Corabi (The Scream, Union, Ratt) - voce nella traccia 11
- Spike (The Quireboys) - voce nella traccia 10
- Christina Kartsonakis - voce nella traccia 12